# Aphilopota confusata
Aphilopota confusata är en fjärilsart som beskrevs av W. Warren 1902. Aphilopota confusata ingår i släktet Aphilopota och familjen mätare. Inga underarter finns listade i Catalogue of Life.